# Perarella propagulata
Perarella propagulata is een hydroïdpoliep uit de familie Cytaeididae. De poliep komt uit het geslacht Perarella. Perarella propagulata werd in 1987 voor het eerst wetenschappelijk beschreven door Bavestrello. 